# 모스크바서핑클럽
모스크바서핑클럽은 대한민국의 인디 록밴드이다. 2021년 정규 앨범 《저공비행》으로 데뷔했다.

## 방송
- 그레이트 서울 인베이전 (2022) - Top45

## 음반
- 저공비행 (2021)
- Anna O (2021)
- 월야열차 (2022)
- THE POST-ROCK (히피토끼 컴필레이션) (2022)